# Ranking Mundial de Títulos no Hóquei em Patins (seleções)
O Ranking Mundial de Títulos de Seleções de Hóquei em Patins é uma listagem que considera os títulos continentais e mundiais das seleções de Hóquei em Patins nas competições oficiais.

## Ranking de Títulos
| #  | Nome       | Títulos |
| -- | ---------- | --- |
| 1. | Portugal   | 61 Títulos 16 Campeonatos do Mundo, 19 Taças das Nações, 21 Campeonatos da Europa, 4 Jogos Mundiais, 1 GoldenCAT       |
| 2. | Espanha    | 52 Títulos 17 Campeonatos do Mundo, 16 Taças das Nações, 19 Campeonatos da Europa                                      |
| 3. | Inglaterra | 22 Títulos 2 Campeonatos do Mundo, 8 Taça das Nações, 12 Campeonatos da Europa                                         |
| 4. | Argentina  | 20 Títulos 6 Campeonatos do Mundo, 2 Copas Américas, 3 Taças das Nações, 8 Campeonatos Pan-Americanos, 1 Jogo Olímpico |
| 5. | Itália     | 11 Títulos 4 Campeonatos do Mundo, 2 Taças das Nações, 3 Campeonatos da Europa, 1 Jogo Mundial, 1 Jogo do Mediterrâneo |